# Église de la Mère-de-Dieu de Zemun
Pour les articles homonymes, voir Église de la Mère-de-Dieu.
L'église de la Mère-de-Dieu de Zemun (en serbe cyrillique : Богородичина црква у Земуну ; en serbe latin : Bogorodičina crkva u Zemunu) est une église orthodoxe située à Belgrade, la capitale de la Serbie, dans la municipalité urbaine de Zemun. Construite entre 1776 et 1780, elle est inscrite sur la liste des monuments culturels protégés de la république de Serbie (identifiant no SK 983) et sur la liste des biens culturels de la ville de Belgrade.

## Présentation

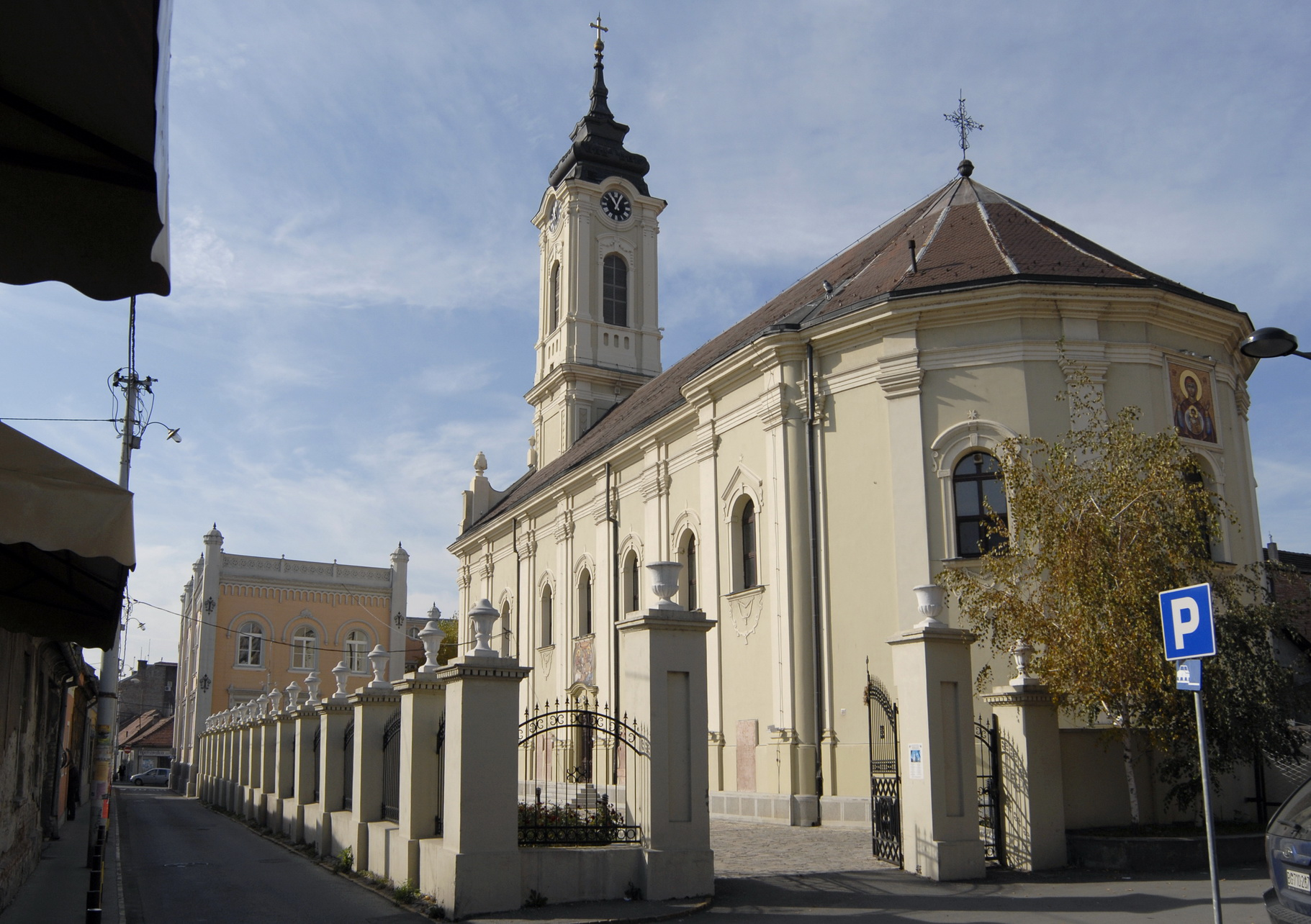
Le chevet de l'église

L'église de la Mère-de-Dieu est située 4 rue Rajačićeva et constitue l'église orthodoxe serbe la plus ancienne de la vieille ville de Zemun. Sa construction, qui s'est étendue entre 1776 et 1780, a été financée par les citoyens orthodoxes serbes et grecs de Zemun. L'église a été sanctifiée en 1783.
L'édifice est constitué d'une nef unique tripartite avec une abside demi-circulaire. Le clocher, constitué de deux étages, est surmonté d'un bulbe en cuivre, date de la fin du XVIIIe siècle.
L'église possède une iconostase sculptée par Aksentije Marković, avec des icônes peintes par Arsenije Teodorović.

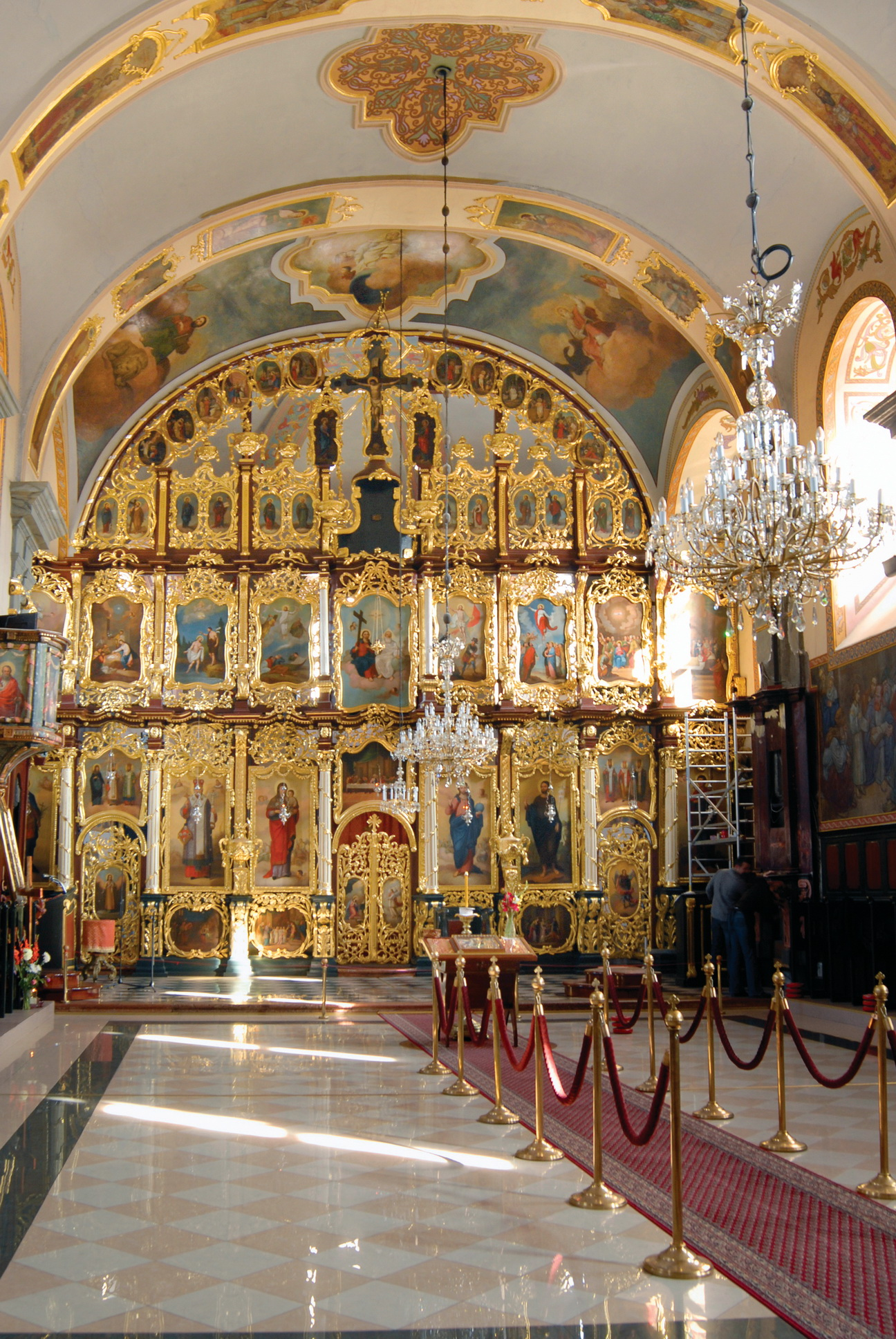
L'intérieur de l'église avec l'iconostase